# Ngày khoa học Ba Lan
Ngày khoa học Ba Lan (tiếng Ba Lan: Dzień Nauki Polskiej) là một ngày lễ của Ba Lan được tổ chức vào ngày 19 tháng 2. Ngày lễ kỷ niệm này là dịp để tôn vinh những thành tựu to lớn của các nhà khoa học Ba Lan, và cũng để truyền cảm hứng cho các nhà nghiên cứu trẻ phát huy hết khả năng sáng tạo của con người để có thể đóng góp cho sự phát triển của khoa học Thế giới nói chung và của Khoa học Ba Lan nói riêng.

## Lịch sử
Ngày 19 tháng 2 năm 2020 là Ngày khoa học Ba Lan được tổ chức lần đầu tiên. Ngày lễ kỷ niệm trùng với ngày sinh của nhà thiên văn học xuất sắc người Ba Lan, tác giả của tác phẩm "Về các cuộc cách mạng của các thiên cầu" - Nicolaus Copernicus. Ngày khoa học Ba Lan là một cơ hội để bày tỏ sự đánh giá cao nhất đối với những thành tựu của các nhà khoa học, nhà nghiên cứu và nhà thám hiểm trên toàn đất nước Ba Lan qua nhiều thế hệ, bao gồm những nhà khoa học Ba Lan sinh sống và làm việc ở nước ngoài.
Trong số các nhà khoa học nổi tiếng nhất của Ba Lan, ngoài Nicolaus Copernicus còn có Jan Heweliusz, Ignacy ukasiewicz, Karol Olszewski, Zygmunt Wróblewski, Maria Skłodowska-Curie, Henryk Arctowski và Ludwik Hirsz.